# Monreale
Monreale (sicilijansko: Murriali ) je mesto in občina v metropolitanskem mestu Palermo na Siciliji v južni Italiji. Nahaja se na pobočju Monte Caputo, s pogledom na zelo rodovitno dolino, imenovano La Conca d'oro (zlata školjka), območje nasadov oranževcev, oljčnih in mandljevih dreves, katerih pridelki se izvažajo v velikih količinah. Mesto s približno 39.000 prebivalci je približno 7 kilometrov v notranjosti (južno) od Palerma, glavnega mesta regije.
Monreale ima svojo nadškofijo in zgodovinsko normansko-bizantinsko stolnico. Ta je bila označena kot ena izmed številnih stavb, ki so bile uvrščene na seznam Unescove svetovne dediščine, skupina devetih pa je vpisana kot Arabsko-normanski Palermo ter stolnici v Cefalùju in Monrealu.

## Zgodovina
Po zasedbi Palerma s strani Arabcev (Sicilski emirat je bil škof Palerma prisiljen sedež preseliti izven prestolnice. Vloga stolnice je bila dodeljena skromni cerkvici Aghia Kiriaki v bližnji vasi, pozneje imenovani Monreale. Po normanski osvojitvi leta 1072 so kristjani vzeli nazaj nekdanjo stolnico v Palermu. Verjetno je vloga vasi kot začasnega cerkvenega središča vplivala na odločitev kralja Viljema II., da bo tu zgradil stolnico.
Monreale je bil dolgo časa majhna vas. Ko so Normanski kralji s Sicilije izbrali območje za svoje lovišče, je na to območje prišlo več ljudi in trgovina, potem ko so kraljevi člani zgradili palačo (verjetno jo je mogoče identificirati s sodobno mestno hišo).
Pod kraljem Viljemom II. je bil ustanovljen velik samostan benediktincev, ki so prišli iz Cava de' Tirreni, s cerkvijo in je imel veliko premoženje. Novogradnja je imela tudi pomembno obrambno funkcijo. V Monrealeu je bil sedež metropolitanskega nadškofa Sicilije, ki je od takrat naprej pomembno vplival na Sicilijo.
V 19. stoletju so bile mladoletne poroke ali tiste, sklenjene brez blagoslova nevestinih staršev, po besedah Eliza Lynn Linton znane kot 'zakonske zveze v Monrealu'. Te so se nanašali na zakonske zveze, sklenjene v oddaljenih krajih, kjer je bila zakonodaja manj upoštevana.

## Geografija
Monreale je 7 km jugozahodno od Palerma na pobočju Monte Caputo. Prebivalci se ukvarjajo predvsem s kmetijstvom, trgovino, obrtjo in turizmom.
Sosednje skupnosti so Alcamo (TP), Altofonte, Bisacquino, Borgetto, Calatafimi Segesta (TP), Camporeale, Carini, Contessa Entellina, Corleone, Giardinello, Gibellina (TP), Godrano, Marineo, Montelepre, Palermo, Partinico, Piana degli Albanesi, Poggioreale (TP), Roccamena, San Cipirello, San Giuseppe Jato, Santa Cristina Gela in Torretta.
Monreale ima izjemno veliko občinsko območje, ki se razteza od glavnega mesta več kot 30 kilometrov v notranjost. Območje, ki sta ga oblikovali občini San Cipirello in San Giuseppe Jato, je enklava v občini Monreale.
Bela, rose in rdeča vina, pridelana tukaj (in v nekaterih sosednjih skupnostih) imajo od leta 2000 "nadzorovano označbo porekla" (Denominazione di origine controllata - DOC), ki je bila nazadnje posodobljena 7. marca 2014.
Pridelajo se mešana vina (bela, rosé in rdeča cuvée). Poleg tega se pridelajo skoraj eno sorta vina, ki morajo vsebovati vsaj 85 % sorte grozdja, ki je navedena na etiketi.

## Znamenitosti

### Stolnica
Monrealska stolnica je eden največjih ohranjenih primerov normanske arhitekture. Graditi jo je začel Viljem II. leta 1174, dokončal pa štiri leta kasneje. Leta 1182 je cerkev, posvečena Rojstvu Device Marije, z bulo  papeža Lucija III., povišana na mesto metropolitanske stolnice.
Cerkev je nacionalni spomenik Italije in ena najpomembnejših znamenitosti Sicilije. Dolga je 102 metra in široka 40 metrov. Za fasado sta značilna dva velika stolpa (enega je leta 1807 delno uničila strela) in portal z romanskimi bronastimi vrati, ki jih je izdelall Bonanno Pisano. Notranjost ima tloris v obliki latinskega križa, razdeljena z ogivalnimi arkadami na tri ladje in prikazuje freske, narejene v času vladavine Viljema II. in Tancreda Sicilskega (ok. 1194). V samostanu je 228 majhnih stebrov, vsak z različnimi okraski, na katere vplivajo provansalska, burgundska, arabska in salernsko srednjeveška umetnost. S približno 6340 m² površine mozaikov iz 12. stoletja je ena najslavnejših stolnic na Siciliji.

### Drugo
- Mestna hiša je iz 18. stoletja in vsebuje nekaj dragocenih slik.[7]
- Castellaccio, primer utrjenega samostana na Monte Caputo, na 764 m nadmorske višine. V 12. stoletju ga je zgradil kralj Viljem II. Skupaj s stolnico in priključenim samostanom. Meri okoli 80 x 30 m na nepravilnem tlorisu s štirimi stolpi na zahodni strani, srednjim stolpom in vhodnim stolpom na vzhodni strani.
- Opatijska cerkev San Martino delle Scale, ustanovljena v 6. stoletju našega štetja. Nad križnim kvadratom ladij in transepta je kupola, kor s slikami Paola De Matteisa (1727), dve majhni stranski apsidi, kapeli v transeptu in deset kapelic v vsaki od stranskih ladij. Notranjost je bila leta 1602 okrašena s štukaturami. Krstilnica blizu zakristije je iz leta 1396.
- Cerkev Collegiata (16.-19. stoletje)
- Cerkev Santa Ciriaca
- Cerkev San Silvestro

## Pobratena mesta
Monreale je pobraten z:
- Bielsko-Biała, Poljska[8]